# Рънинг Уайлд
Рънинг Уайлд (на английски: Running Wild) е германска хевиметъл банда сформирана през 1976 година в Хамбург, Западна Германия. Част от германската вълна метъл банди добили световна популярност през 80-те години на XX век.

## История
През 1976 година Ролф Каспарек заедно с Уве Бендиг, Михаел Хофман и Йорг Шварц сформират групата Granite Hearts в Хамбург. В същото време Хаше и Матиас Кауфман свирят в друга хамбургска банда с името Grober Unfug. През 1977 г. Кауфман записва участия и с Granite Hearts на баса, като убеждава своя приятел Хаше също да се включи в репетициите. След упорита работа и подготовка, съставът се спира на името Running wild за име на новата банда (1979). След многото смени в състава, Ролф Каспарек остава единственият постоянен член от оригиналната формация. Той е автор на почти цялата музика и текстове на групата.

## Дискография
- Gates to Purgatory (1984)
- Branded and Exiled (1985)
- Under Jolly Roger (1987)
- Ready for Boarding (концертен) (1988)
- Port Royal (1988)
- Death or Glory (1989)
- Blazon Stone (1991)
- The First Years of Piracy (сборен) (1991)
- Pile of Skulls (1992)
- Black Hand Inn (1994)
- Masquerade (1995)
- The Rivalry (1998)
- The Story of Jolly Roger (сборен) (1998)
- Victory (2000)
- The Brotherhood (2002)
- The Legendary Tales (сборен) (2002)
- Live (концертен) (2002)
- 20 Years in History (сборен) (2003)
- Rogues en Vogue (2005)
- Best of Adrian (сборен) (2006)
- The Final Jolly Roger (концертен) (2011)
- Shadowmaker (2012)
- Resilient (2013)

## Членове

### Настоящи
- Rolf „Rock'n'Rolf“ Kasparek, вокал & китари
- Peter „PJ“ Jordan, китари
- Peter Pichl, бас
- Matthias „Metalmachine“ Liebetruth, барабани

### Бивши
- AC, барабани
- Morgan, китари
- Bernd Aufermann, китари
- Christos „Efti“ Efthimiadis, барабани
- Wolfgang „Hasche“ Hagemann, барабани
- Finlay, барабани
- Jens Becker, бас
- Jörg Michael, барабани
- Majk Moti, китари
- Matthias Kaufmann, бас
- Gerald „Preacher“ Warnecke, китари
- Stefan Schwarzmann, барабани
- Stephan Boriss, бас
- Thilo Herrmann, китари
- Thomas „Bodo“ Smuszynski, бас
- Uwe Bendig, китари